# Трактор (стадион, Волгоград)
Стадио́н «Тра́ктор» — спортивное сооружение, один из старейших стадионов в Волгограде, находится в Тракторозаводском районе Волгограда.
В настоящее время стадион «Трактор» является резервным полем местного футбольного клуба «Ротор» и вмещает 15 000 зрителей.
Построенный в 1931 году, стадион во время сражений за Сталинград был полностью разрушен, а после войны отстроен заново. Проходные стадиона ныне являются памятником архитектуры регионального значения.

## История

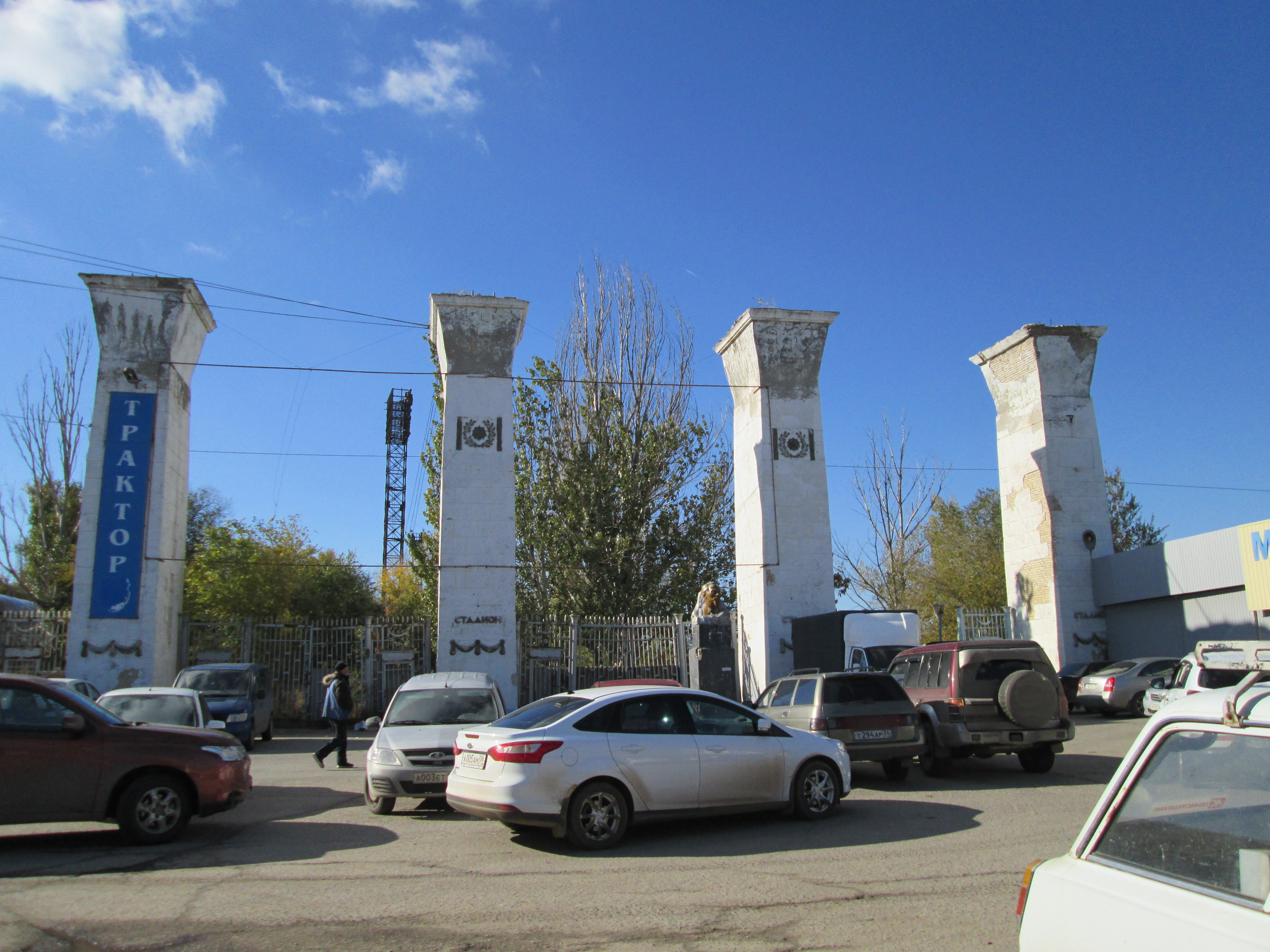
Проходные стадиона

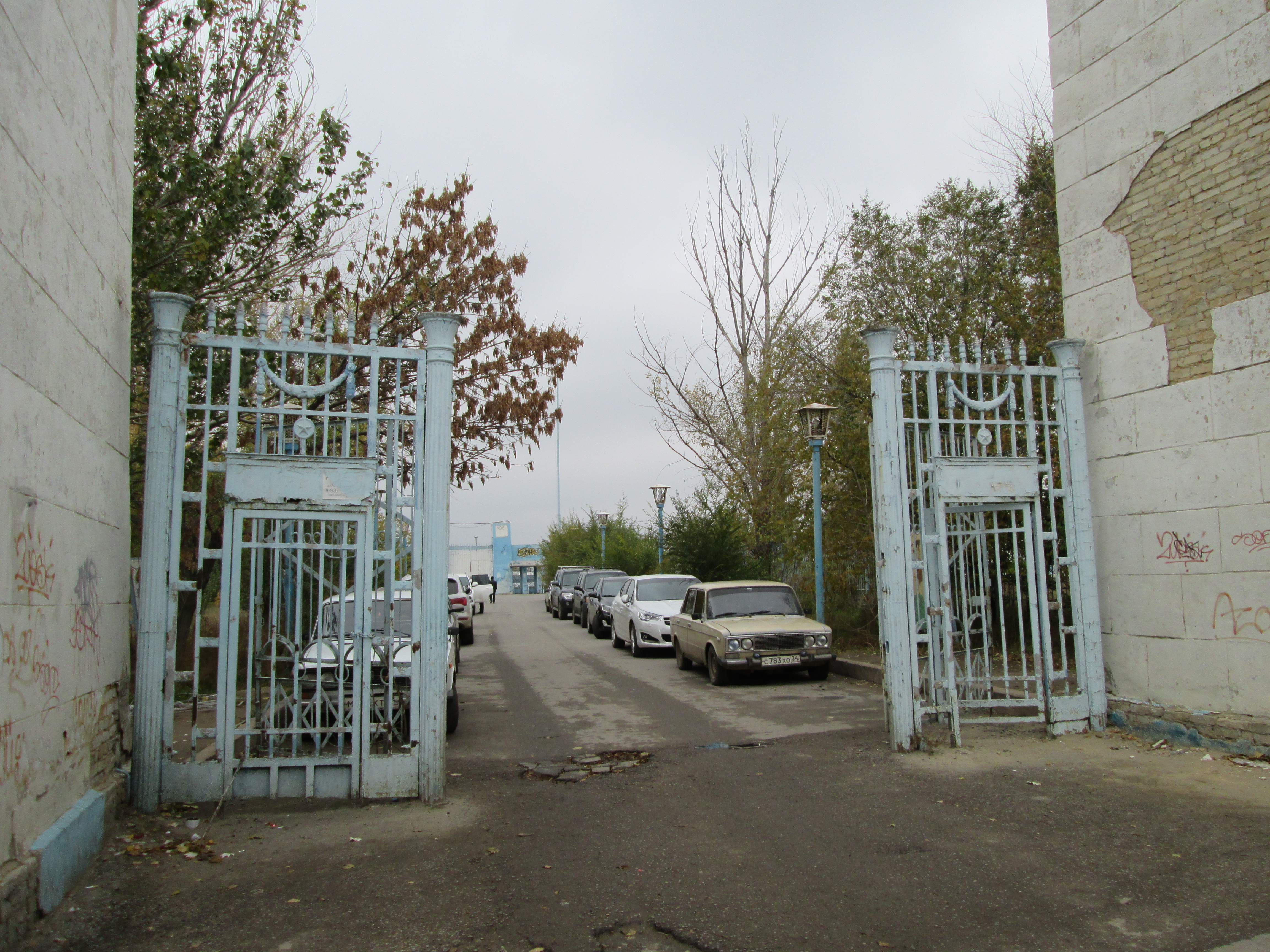
Ворота

Построен в 1931 году для футбольной команды Сталинградского тракторного завода, которая играла на нём до 1962 года.
Стадион имеет нестандартное расположение поля —  с востока на запад. Во многих футбольных отчётах за долгие годы выступления команды на стадионе приводились характерные детали — «в первом тайме играли против солнца и ветра…». Команды при жеребьёвке всегда стремились получить западные ворота, так как лучи солнца направлены на восточные ворота и затрудняют игру защитников и вратаря. А причина неудачной планировки поля заключается в том, что первые строители стадиона в 1930 году сразу столкнулись с капризами рельефа местности. При иной ориентации поля потребовался бы огромный труд, чтобы срыть гигантский косогор. Отсутствие нужной техники предопределило такой план спортивной арены, на долгие годы ставшей главной в городе.
До 1940 года поле стадиона не имело травяного покрытия, и многие команды других городов отказывались играть на стадионе.
К началу сезона 1940 на стадионе была построена новая трибуна, увеличившая общую вместимость с 15 до 20 тысяч зрителей.
Во время Сталинградской битвы стадион, как и многие сооружения города, был разрушен. После войны восстановлен. В 1953— 1955 годах перед стадионом были построены проходные, проект которых был разработан архитектором Б. А. Геккером.
В 1998 году стадион, принадлежавший тракторному заводу, был передан в собственность футбольного клуба «Ротор». Позже стадион был реконструирован и использовался клубом для тренировок и проведения товарищеских матчей, и как домашний стадион для дублирующего состава и ФК «Ротор-2».
16 октября 2002 года на стадионе прошёл матч отборочного турнира молодёжного чемпионата Европы 2004 между сборными России и Албании. Россияне победили со счётом 1:0.

## Реконструкция
В 2010 году был подготовлен проект реконструкции стадиона, но планы так и не были реализованы.
На 2013 год стадион находился в аварийном состоянии и использовался ФК «Ротор» для тренировок.
В рамках подготовки к проведению ЧМ-2018 на стадионе планировалась глобальная реконструкция, так как стадион должен был быть задействован в качестве тренировочной базы для команд-участниц.
В августе 2018 года губернатор Волгоградской области Андрей Бочаров поставил задачу переделать проект реконструкции «Трактора» так, чтобы он был ориентированным на массовый спорт и отдых горожан.
В марте 2020 года было объявлено, что компания «Русал» выделит 50 млн рублей на реконструкцию стадиона «Трактор». Администрация Волгограда выделит до 100 млн. руб. На эти деньги планировалось реконструировать трибуны, раздевалки, а на территории, прилегающей к стадиону, сделать четыре площадки для различных видов спорта.
Стадион был демонтирован осенью 2021 года, от него осталось только футбольное поле с натуральным газоном. При этом рынок на его территории продолжил работать, его планируют перенести в другое место.

## Памятник архитектуры
Проходные стадиона —  памятник архитектуры и градостроительства регионального значения. Были спроектированы Б. А. Геккером. В настоящее время находятся в запущенном состоянии.

## Адрес
- 400015, г. Волгоград, ул. Могилевича, 2а.
- Телефон: (8442) 29-15-66.